# Roberto Insigne
Roberto Insigne (Nápoles 11 de mayo de 1994) es un futbolista italiano. Juega como centrocampista y su equipo es la U. S. Avellino 1912 de la Serie B de Italia.

## Biografía
Roberto Insigne es de Frattamaggiore, municipio en la Ciudad metropolitana de Nápoles, y es el hermano menor del también futbolista del Toronto F. C. Lorenzo Insigne.

## Trayectoria
Formado en las categorías inferiores del Napoli, debutó con el primer equipo el 6 de diciembre de 2012, en un partido de la Liga Europea ante el PSV Eindhoven, sustituyendo a Edinson Cavani en el minuto 66. El 13 de enero de 2013, en el partido de local frente al Palermo, finalizado con el resultado de 3-0 a favor de los napolitanos, debutó en la Serie A, jugando los últimos seis minutos junto a su hermano Lorenzo. La última vez que dos hermanos jugaron en el Napoli en un mismo encuentro había ocurrido 75 años atrás: en esa ocasión, el 16 de mayo de 1937, fueron los oriundos Ítalo-argentinos Antonio y Nicola Ferrara.
En el verano de 2013 fue cedido a préstamo al Perugia, donde ganó la Supercopa de Lega Pro. El 31 de agosto de 2014 pasó en calidad de cedido al Reggina, donde jugó 32 partidos y marcó 9 goles. El 15 de julio de 2015 fue cedido al Avellino de la Serie B con opción de compra (34 partidos y 5 tantos). Vuelto al Napoli, el 12 de enero de 2017 fue cedido al Latina de la Serie B (19 partidos y un gol), y el 24 de julio del mismo año al Parma, recién ascendido a la Serie B (32 partidos y 5 goles).
En 2018 volvió a Campania para jugar en calidad de cedido en el Benevento de la Serie B. Aquí jugó 29 partidos y marcó 10 tantos. El año siguiente fue adquirido definitivamente por el club beneventano.

## Selección nacional
Ha sido internacional con las categorías sub-18, sub-19 y sub-21 de la Selección de fútbol de Italia.

## Clubes
| Club                          | País   | Año       |
| ----------------------------- | ------ | --------- |
| S. S. C. Napoli               | Italia | 2012-2019 |
| A. C. Perugia Calcio (cedido) | Italia | 2013-2014 |
| Reggina Calcio (cedido)       | Italia | 2014-2015 |
| U. S. Avellino 1912 (cedido)  | Italia | 2015-2016 |
| U. S. Latina Calcio (cedido)  | Italia | 2017      |
| Parma Calcio 1913 (cedido)    | Italia | 2017-2018 |
| Benevento Calcio (cedido)     | Italia | 2018-2019 |
| Benevento Calcio              | Italia | 2019-2022 |
| Frosinone Calcio              | Italia | 2022-2023 |
| Palermo F. C.                 | Italia | 2023-2025 |
| U. S. Avellino 1912           | Italia | 2025-act. |

## Palmarés

### Campeonatos nacionales
| Título                | Club                 | País   | Año     |
| --------------------- | -------------------- | ------ | ------- |
| Supercopa de Lega Pro | A. C. Perugia Calcio | Italia | 2013-14 |
| Serie B               | Frosinone Calcio     | Italia | 2022-23 |